# 穆里蒂巴
穆里蒂巴是巴西巴伊亚州的一个市镇。总面积110.562平方公里，总人口27158人，人口密度245.6人/平方公里。

## 地理
纬度 / 经度 : 12° 38' 4" S / 39° 3' 60" W  

时区 : UTC+-3